# Декамерон
Декамерон (итал. Il Decamerone, Decameron) је збирка од 100 новела коју је написао италијански аутор Ђовани Бокачо. Вјероватно је започета 1350, а завршена 1353. године. То је средњовјековни алегоријски рад чије приче имају облике од еротских до трагичних. Теме су љубавне или о лукавости и разним несланим шалама. Иако је то велико умјетничко дјело са елементима забавног карактера, ипак је то важан историјски документ живота у 14. вијеку. Декамерон у преводу значи 10 дана.
Свака прича је прожета поруком да треба уживати у сваком тренутку, као и критиком лажног морала. Све приче су повезане једном оквирном која говори како су се седам девојака и три младића склонили од куге која је харала Фиренцом на оближњем имању, где су провели 10 дана тако што је сваки дан свако испричао по једну причу. После сваке приче се налази податак ког дана је испричана прича и која је била по реду тога дана. Бокачо је ову збирку новела посветио својој драгој Фијамети.
Декамерон се сматра једним од најзначајнијих дјела италијанске и европске књижевности, дјелом које је утемељило италијанску прозу на народном језику.

## Декамерон

### Оквир Декамерона
Седам девојака и три младића срећу се у Цркви Свете Марије Новеле, стварају договор у коме ће прича постати спасоносна сила која побеђује смрт. Постоје мишљења да су седам девојака Бокачове љубавнице – од Пампинеје, коју је прву волео, до Елизе, коју је волео када је писао дело. Међутим, Пампинеја је бујна, Фијамета је распевана, Емилија је ласкавица, Лаурета Петраркина Лаура, Неифила поново заљубљена и Елиза Вергилијева Дидона. Бар тако тврди Де Санктис. Девојака има колико и дана у недељи, планета на небу, теолошких врлина (слободних вештина).
Број три, колико има младића, симболизује мушко начело и свето тројство. Панфило сав љубав претпоставља се да представља неверног Бокача, Филострато побеђен љубављу, представља Бокача одгурнутог. Дионео, на крају је један од пишчевих потписа, те је овај приповедач развратних прича на крају дана, вероватно сам аутор.
Приповедање новела само је део њихове активности, и они од тога праве ритуал – церемонију крунисања, задавање теме и правила приповедања. Магловит оквир говори о још неким њиховим сталним активностима као што су шетње. Порука Декамерона је можда, будимо великодушни да би тако овековечили своје кратке животе.
Приповедање је подељено на четири теме. Прва слободна (1 дан), друга о фортуни (2 дана), о амору (четири дана) и о великодушности (1 дан). Бокачо није желео да стил оквира пуно одудара од стила новела па је увео и прелазе.

### Стил Декамерона
Аскетски дух који владао средњевековљем поставио је врхунац савршенства у екстазу. Дантеова алегоријска бића одраз су замагљене визије света, жеље да се нешто каже по угледу на теократску литературу, легенде, мистерије, визије и алегорије. Насупрот таквом свету постоји почетком 14. века жива трубадурска традиција која на свет гледа много ведрије, постоје новеле – приче о догађајима од великог значаја који нам се допадају као истинити. Ипак, неплодност дела која су претходила Декамерону је неспецифичност ситуације, општост ликова, и то је поље на коме ће Бокачо, учењак, познавалац, Дантеа и класике, зачети свој литерарни свет. Оскудан, протоколаран оквир Декамерона он испуњава индивидуализираним причама, у којима главну улогу играју две појаве – љубав и интелигенција. У односу на њих се читав свет поново процењује.
Дух хуманизма по чијим је ставовима и песник живео, намеће му да истакне у свом делу тријумф разума и духа, природног нагона, над мистицизмом клера. Декамероном Бокачо уздиже земаљски живот из блата, а књижевни род новеле из ниских у средње сталеже. Његово оружје је весела карикатура. Како она функционише? Карикатура је реално приказивање предмета уз истицање његове слабе и смешне стране, и управо је то средство послужило Бокачу да створи свој нови свет – који је природан, а не духован. Унутрашњи духовни живот пун мистерије и фанатизма који налазимо код Дантеа – овде је потиснут нагоном – силовитом реакцијом на сопствену супротност. У том свету Бог и провиђење су само именовани, док светом и људским судбинама управља слепи случај – Фортуна, која се може победити само уз помоћ интелигенције. Натприродног нема, може се појавити само као шала и превара, док се Бајка јавља само у две новеле последњег дана у причама о чаробном врту и великодушности. Легенда је изложена пародији, витешки идеали се хвале, али у склопу ренесансног заноса заштите природног понашања, личне иницијативе и домишљатости.
Због таквих карактеристика Бокачово је дело названо Људском комедијом, чистој супротности Божанственој Комедији, а овај термин употребљава и Де Санктис. Ово дефинише поетски свет у коме је тело супротстављено строгости клера, у коме профани свет карикира своје господаре. Злобно друштво незналица се супротставља интелигентном друштву. Комични мотив Декамерона проистиче из интелигентног, а не моралног света. Лукави дух стално тријумфује над неуким.
Такав поглед према интелекту долази из култа лепе форме, лепе речи и најезде античког наслеђа који долазе после Дантеа. Уметнике интересује лепа одећа стварности, а у проучавању их води ерудиција. Јавља се натурализам и реализам практичног живота. Али Бокачов свет није чисто реалистичан. Пре свега зато што његов циљ није да представи прецизно свет какав јесте, већ да пронађе чудесне и изузетне случајеве и да их представи на духовит начин. Новеле су само привидно, површно распоређене на теме и лелујају од крајности до крајности; трагично и комични, високо и ниско, мешају се као одраз ширег погледа на свет.
Аутор и слушалац су супериорни над причом – налазе се високо изнад ње, непредвидиви, посматрају свој предмет критички, забављају се и наслађују њиме на елегантан начин. Врста чудеснога која из тога извире је сасвим нова – људска дела у хиру случаја која побеђују претпоставке разума. Зато Де Санктис Декамерон назива и Караваном маште у коме су људи ослобођени свих веза наочиглед смрти – позорница људских дела којима управља случај. Пошто је интерес Декаморона у необичности узрока и последица догађаја, морално је потпуно уклоњено – врлина је такође књижевна – прерађена из витешких романа и световне литературе. Господа показују своју врлину тиме што се не служе зло својом силом већ се показују дарежљиви и услужни. Врлина тако више нема теолошки и мистичан карактер – и ствара се осећај ведрине. Срећне и тужне приче пливају у лепом оквиру све утопљене у ту ведрину. Описи, разговори и рефлексије разблажују и расплињују сваку тугу и коб – негативне, али и позитивне емоције постају сасвим површне.
Условљен историјским околностима (победом гибелина, миру, повратку античком наслеђу) интелект се размножио, створио своју класу (хуманисте) и тако се издвојио од остатка света. Сигуран знак учености у том соју постало је смејање грешном, неуком свету. Чак и проповедници више нису били суморни већ су настојали да досеткама, оговарањима и шалама забаве слушаоце. Зато и Бокачо себи дозвољава да у Декамерону световни људи приликом исповести (Ћапелето) магарче глупе и тупе свештенике.
Али шта то видимо у прелазу, Бокачовом изуму – Памфило почиње приповетку да ће се радити о томе да сваку ствар треба радити у име Бога, јер он узима у обзир чистоту молиоца, а не његово незнање, нити то што је можда у паклу.
Затим се оцртава човек који ужива у греху, који са задовољством и свесно чини зло. У Бургундији се понаша другачије, као љубазан и благ. Зеленаши се, кад Ћапелето оболи, брину да им његова смрт у њиховој куће не нашкоди за посао, јер су Италијански зеленаши. Иако би га отац пустио са исповести брже, матором Италијану је стало да што више слаже, јер у лажи ужива, а ово му је последња. Једном сам пљунуо у божијем храму каже на крају Ћапелето, а свештеник му одговара, нема везе сви ми тамо пљујемо по цео дан. Чак и преваранти су згранути и развесељени Ћапелетовим безочним лагањем.
Пошто је Ћапелето постао светац Бокачо закључује, да није важно каквом се свецу молимо док год је наша мисао чиста и искрена. Иако је приповедач у овој причи морално неопредељен због што га што не процењује светску правду, већ своје могућности, и однос са богом – он поставља једну комичну ситуацију – одушевљеног фратра и лажљивог Ћапелета – и из рушења једне од мистерија хришћанства – последње исповести – навир комика.
У истом маниру, чуда светаца (Мартелино, Фра Алберто) приказана су са комичном веселошћу. У причи о Мартлину три лакрдијаша долазе да виде умрлог свеца Арига. Да би ушли у пуни цркву, Мартелино се прави одузетим. Штос би му упалио али га је неко препознао и онда су га тукли. Да би га спасили, пријатељи га оптужују за крађу, од чега се он брани, али је барем спашен од батина због глуме хендикепираности. Сву тројицу спашав и награђује услужни Сандро, представник племићке врлине. Прича о Мартелину је забавна прича, без оштре поенте, која се игра са мотивом светости.
Још безобразнија је прича о Фра Алберту који је убедио жену да се у њу заљубио Анђео Гаврило. Нико не потенцира да је важно то што је он лоше завршио – важна је прича, која је пријатна, флуентна и држи пажњу. Тако и Пампинеја почиње причу – жели да исприча новелу која ће све да насмеје, али да се не удаљи сувише од теме приповедања. Прича је такође о преваранту који постаје свештеник преселивши се из Имоле у Венецију. У овој причи Фра Лаберто заступа интелект, који се зло служи својом моћи над приглупим светом. Из тога такође избија врцава комика, посебно када јој каже да га је анђео пребио и затражио да се извини што је кудио њену лепоту – Лизета се толико надула од узбуђења да јој кошуља није прекривала задњицу. Намере фра Алберта су потпуно телесне, али и смешне. Ту долази до оног момента који Ауербах наводи као пример за Бокачово третирање стварности разговор глупе Лизете и неке жене око Арханђела Гаврила, врхунац комичног у овој новели. Са психолошком рафинираношћу он осликава пријино устезање и тобож веровање Лизети да би јој она испричала целу причу. После тога су многе перипетије – скакање у канал Гранде, светковина на којој се Алберто прерушава у дивљег човека да би побегао од девера.
Живот представљен у Декамерону је велика слика света над којом се дижу Дантеове паклене Малеболге. Културан и углађен свет у њему је рефлекс витешких романа (Федерицо дегли Албриђи). У том свету. Утисак је да се у новелама налазимо у површном и лакомисленом свету, окренутом ка споља, ка уживању, судбинама ношеним тамо-'вамо вихоровима случаја и среће.
Култура у првом цвату, руга се некултури нижих слојева. Основни карактер који даје радост Декамероновим призорима је припростост неуких људи. Приповедачи Бокача су ренесансни људи – они проводе весео али пристојан живот, зазивају Бога, и поштују Вркву и религиозне форме – међутим они се смеју глупанима и лукавцима без тежње да свет исправе у моралном смислу, или да га реформишу – налик Краљу Лиру на краху Шекспирове драме, када држи Корделију у наручју, мртву. Та непосредност смрти је куга, код Бокача.
Радосној атмосфери приповедака умногоме доприноси њихов оквир – јер су и њиховим приповедачима оне само средство да се време проведе угодно, и да се не мисли на свакодневне опасности. Оно што их чини занимљивим јесте Бокачова уметност локализације – причања приче као да је јединствена, као да се одиграла само једанпут. Био је познат по томе да је до прецизности хирурга обрађивао предања све док не би биле само његове приче. (Паклена девојка В, 8).
Ту Бокачо прича једну обичну причу о томе како жена прецењује своју лепоту и куди друге, али због начина причања, паметне досетке њеног стрица и још неких детаља, прича изгледа као да се догодила само једном у Челатику. (Схватила је Фрескове истините речи онако како би их разумела овца)

## Форма новеле
Бокачове иновације у форми новеле биле су увођење индивидуалних црта карактера, уместо општих типова, увођење амбивалентних ликова, ограничавање дејства Фортуне... Његова композициона структура са друге стране пратила је рану новелистичку традицију, са том специфичношћу што је Бокачова зближавала разне жанровске изворе. Бокачова схема у највећем броју приповедака изгледа овако:
1)Мотивација или припрема ситуације
2) Излаз из ситуације помоћу активне самоиницијативности
3) Хуманистичка лекција из морала
Уз то, постоје и нерешиве ситуације са трагичним крајем, изузетни случајеви и бајке (радње са карактером искушења). Дешава се да постоје и сложеније структуре – да задовољење жеље једног лика води штети другог; или синтагматска серија са два тока – стицање онога што се жели и избегавање настале претње.
Бокачова средства, су, за разлику од легенди, реторичка, а не чисто народска. Он полаже велики део уживања на драмски ефекат расправа и аргументација. Када се користи вулгаризмима он то чини да оцрта нпр. посустајање душе у жени (мадам Лизета разговара са пријом).
Сочност кратких новела је у закључку, баш као и код сонета. Тај закључак је често ненадан и у супротности је са премисама – те изреке, досетке, епиграме и шале створила је школа трубадура или «веселе науке». Међутим, забавна карикатура је Бокачов занат, а поента је уопштена, забавна ствар која произилази из раскошног заплета ситуација и мисли.

## Теме по данима
- 1. дан - нема утврђену тему, краљица је Пампинеа
- 2. дан - неприлике са срећним крајем, краљица је Филомена
- 3. дан - о домишљатим људима, краљица је Нејфила
- 4. дан - о несрећним љубавима, краљ је Филострато
- 5. дан - о срећним љубавима, краљица је Фиамета
- 6. дан - о онима који су се вештом досетком осветили или спасили, краљица је Елиза
- 7. дан - о женама које су превариле мужеве, краљ је Дионес
- 8. дан - шале жена са мушкарцима и обратно, краљица је Лаурета
- 9. дан - слободна тема, краљица је Емелија
- 10. дан - нема утврђену тему, краљ је Памфил